# Blois-sur-Seille
Blois-sur-Seille là một xã của tỉnh Jura, thuộc vùng Bourgogne-Franche-Comté, miền đông nước Pháp.